# Endre Pázmándi Horváth
Endre Pázmándi Horváth, född 28 november 1778 i Pázmándfalu, död där 7 mars 1839, var en ungersk skald. 
Horváth, som var romersk-katolsk präst, skrev på hexameter, som han införde i ungerska poesin, bland annat hjältedikterna Zircz emlékezete (Minne av Zircz, 1814) och Árpád (belönt med Ungerska akademiens stora pris, 1831). År 1821 utgav han novellen Gritti Lajos (Ludvig Gritti) och blev 1830 medlem av Ungerska akademien.